# TCGPlayer
TCGPlayer es un mercado de cartas coleccionables en línea iniciado en 2008 en Syracuse, Nueva York, que vende productos Pokémon, Magic: El Encuentro y Yu-Gi-Oh!.

## Historia
En 2008, Chedy Hampson fundó TCGPlayer después de que se transformara en la empresa moderna de una empresa de diseño web creada en 1998. Aunque también trabajaba con cómics, dejó de vender y aceptar cómics a mediados de 2023. La compañía creó un área de "acondicionamiento de tarjetas" donde las tarjetas se autentican y se les da una calificación basada en qué tan dañadas están.
En 2021, el DJ y streamer Steve Aoki colaboró con TCGPlayer para vender "cajas misteriosas" de cartas Pokémon, todas las cajas juntas valían alrededor de 3 millones de dólares.
En 2022, el mercado online EBay compró TCGPlayer por 295 millones de dólares.

### Controversias
En marzo de 2020 se constituyó un sindicato de alrededor de 100 trabajadores ya que, según los sindicalistas, el plan de salud no era nada admirable, ya que los precios se habían duplicado y los salarios parecían no coincidir con los nuevos cambios.
En 2023, los trabajadores de TCGPlayer establecieron un sindicato, pero EBay, la empresa matriz de TCGPlayer, utilizó prácticas ilegales como vigilar a los trabajadores que llevaban insignias a favor del sindicato y negar a los trabajadores que se afiliaran al sindicato. En marzo de 2023, EBay sería acusado por sus prácticas ilegales, incluida la implementación de cambios unilaterales y el intento de desmantelar el sindicato por completo.